# 토성 고리 관측선
토성 고리 관측선(Saturn Ring Observer)은 2012년 제안된 토성 탐사선이다. 목적은 토성의 고리의 구성 성분, 형태, 모습 등을 알아내는 것이다.

## 역사와 제작배경
2012년, 행성 과학 연구소에 토성의 고리를 관측하자고 제안되었다. 이후, 이 탐사선은 연구원들에게 전폭적인 지지와 지원을 받았는데, 이유는 토성의 고리를 집중적으로 탐사하는 탐사선은 없었기 때문이다. 이러한 지지와 지원을 받고 개발을 착수하였다.

## 과학장비
NAC:확대기로, 1cm 정도의 접사사진을 찍어 고리의 세세한 모습을 찍는 것이 목적이다.
WAC:광각카메라로, 토성 고리의 전체모습을 찍는 것이 목적이다.
LINAR:레이저로 고리의 두께, 형태 등을 분석하는 것이 목적이다.
질량분석기:질량을 분석하는 것이 목적이다.

## 발사
2023년 델타 IV 헤비로 발사하는 것이 목표이다.

## 지원, 개발, 투자
- NASA
- JPL
- GSC
- 코넬 대학교